# Psycho-Pass 3: First Inspector
Психопаспорт 3: Первый инспектор (яп. PSYCHO-PASS サイコパス 3 FIRST INSPECTOR) — японский аниме-фильм, снятый компанией Production I.G. Фильм является сиквелом третьего сезона японского аниме-сериала Psycho-Pass. После событий третьего сезона сериала Psycho-Pass, инспектор Кэй Михаил Игнатов оказывается связанным с организацией под названием «Биврёст» с возможностью освободить свою жену, если он предаст Первый Отдел. Коити Адзусава координирует нападение на башню Бюро общественной безопасности, используя своего хакера Обату, блокируя здание и похищая инспектора Арата Синдо. Адзусава требует, чтобы губернатор Карина Комия покинула свой пост.

## Сюжет

### Зиккурат Захват Часть 1
Коити Адзусава координирует нападение на Бюро Общественной Безопасности, используя Тиё Обату вместе с парой первопроходцев, Джекомдоу и Виксеном. Тем временем Сироганэ возвращается в «Бифрост», где готовится сыграть против Сидзуки Хомуры по итогам штурма. Адзусава полностью отрезает от внешнего мира штаб-квартиру Бюро Общественной Безопасности, а Обата освобождает потенциальных преступников и вооружает их, чтобы они могли атаковать инспекторов. После первоначальной атаки Первый Отдел остался без инспекторов, Второй Отдел был уничтожен первопроходцами, а Третий Отдел оказался за пределами здания. Адзусава также берет Арата Синдо в заложники. Снаружи с Игнатовым связывается Сироганэ, который обещает рассказать ему правду о смерти его брата в обмен на его верность. Суго следует за Игнатовым к месту встречи, где они оба попадают в засаду под огонь снайперской башни. Синъя Когами и Нобутика Гинодза прилетают и вместе с Игнатовым пытаются пробиться в здание штаб-квартиры Бюро Общественной Безопасности. Адзусава требует отставки губернатора Комии, иначе все в здании будут убиты. Первопроходцы захватывают главу Бюро Общественной Безопасности Дзёсю Касэй, чтобы использовать её как заложника, но так как, она не является человеком, а всего лишь киборг и аватар Системы Сивилла (о чём практически никто не знает, в том числе и захватчики), она заявляет что в её смерти нет смысла и что она всего лишь частичка этого мира, после чего сама прыгает с вершины здания совершая самоубийство, чтобы не становится пешкой для Адзусавы. Тем временем Сион Караномори и Карина Комия находят и освобождают Арату Синдо.

### Зиккурат Захват Часть 2
Игнатов и представители министерства иностранных дел используют вертолет, чтобы атаковать снайперскую башню дрона и уничтожить её, но также производят серию взрывов. Игнатов и Когами попадают в здание штаб-квартиры Бюро Общественной Безопасности через люк на крыше, где они встречают Кисараги и Ириею. Синдо сообщает им текущую ситуацию. Синдо ведет Караномори и Комию к серверной комнате, где они встречают Джекадоу, но им удается сбежать во время вмешательства Игнатова и других инспекторов, включая Синъя Когами. Это позволяет Синдо сопровождать Комию и Караномори в серверную комнату для восстановления внутренних коммуникаций. Адзусава звонит Игнатову и предлагает сделку обменять губернатора на его жену, но он отказывается от сделки. Комия и Караномори добираются до серверной комнаты, но это оказывается ловушка с ядовитым газом. Караномори восстанавливает треть системы, но успевает отравиться ядовитым газом, так как отдала свой противогаз Комии. Игнатов вместе с Ирией и Кисараги прибывают и спасают их. Тем временем, Синдо спасает Эн Оуани от боевого робота и приходит к выводу, что газ, наполняющий нижние этажи здания, безвреден, поэтому он называет, отравленный газ блефом Адзусавы, а газ которым была отравлена Караномори называет другим блефом, что бы скрыть этот блеф и снимает противогаз. Бюро Общественной Безопасности решает использовать двойника Карины МА-Карину, чтобы подделать её смерть, хотя Игнатов тайно отправляет данные Ма-Карины Хомуре по его просьбе. Тем временем Синдо «отслеживает» Адзусаву, узнает и вспоминает прошлое.

### Дождливый день и
Синдо продолжает «углубляться» в свое прошлое и вспоминает, что его отец заключил сделку с «Бифростом», чтобы защитить его от системы Сивилла, так как он узнал что Синдо обладает «преступной асимптоматикой» и система Сивилла рано или поздно нашла бы его. Он также вспоминает, как его отец показал ему истинную форму Системы Сивилла. Он понимает, что он погрузился слишком глубоко, но его спасает Игнатов. Адзусава понимает, что он, возможно, проиграл битву, и предлагает передать информацию о пережитках миротворца за границу в министерство иностранных дел для бегства. В «Бифросте» Сироганэ понимает, что Карина не умерла, и Хомура выигрывает пари. Когами убивает Джекадоу и готовится арестовать Адзусаву, но Синдо хочет противостоять ему сам. Первопроходец Виксен достигает Игнатова и Комии, но Игнатов убивает Виксена и использует Ма-Карину, выдавая её за Виксена, чтобы убедить Адзусаву, что Комия мертва. Когда Адзусава и Обата готовятся к отъезду, они сталкиваются с Синдо, который обещает рассказать Адзусаве тайну Системы Сивилла. Адзусава рассказывает Синдо, что разработка Ма-Карины была частью плана «Бифроста» по открытию новой эксплойты в Системе Сивилла, и что его конечная цель — стать частью Сивиллы. Он также рассказывает, что «Бифрост» изначально это название сверх секретной единицы по устранению неполадок в раннюю эпоху существования Системы Сивилла, но инвесторы использовали это устройство, превратили её в условную единицу и начали получать от Сивиллы выгоду. В «Бифросте» Хомура рассказывает, что использовал Ма-Карину для противодействия инвестициям Сирогана, осуществляемым с помощью ИИ, что привело к банкротству и ликвидации Сироганы. Затем Хомура назначает Систему Сивилла следующим конгрессменом, намереваясь уничтожить «Бифрост» раз и навсегда. Система Сивилла использует свою систему доступа для ликвидации «Бифроста» и слушает просьбу Хомуры об освобождении Аканэ Цунэмори. Тем временем Синдо проводит Адзусаву в ядро Системы Сивилла, где Адзусава заявляет, что хочет стать частью Системы Сивилла. Тем не менее, Система Сивилла отвергает Адзусаву, заявляя что ему не хватает совместимости с системой, так как он ограничен лишь бинарным выбором, а стать членами Системы Сивилла могут лишь те кто не ограничен общепринятыми правилами морали и этики, те кто обладают с рождения «преступной асимптоматикой», которой у Адзусавы нет. Это приводит в ярость Адзусаву, повышая его коэффициент преступности, достаточный для того, чтобы Синдо, мог его ликвидировать, но Синдо лишь оглушает его своим Доминатором.
После этого Первый Отдел возвращается к работе в обычном режиме. Карина объясняет публике, что нападение на Бюро Общественной Безопасности было организовано внутренними антисивилловскими террористами, а не иммигрантами. Яёи Кунидзука и Сион Караномори обе выживают и соглашаются жить вместе после того, как Караномори освобождается от своих обязанностей в качестве исполнителя. Симоцуки шокирована тем, что Хомура был выбран вместо «покойной» Дзёсю Касэй (при гибели которой всегда появляется новая копия данного аватара Системы Сивилла) в качестве нового главы Бюро Общественной Безопасности, и что Аканэ Цунэмори будет выпущена из заключения и назначена новым исполнителем. Цунэмори выпущена из заключения и встречена Когами. Синдо и Игнатов исправляют свои напряженные отношения, и оба признают, что они хранят секреты друг от друга, но обещают, что в конечном итоге они расскажут их друг другу.

## Производство
Фильм был впервые анонсирован 12 декабря 2019 года после выхода последней серии третьего сезона аниме-сериала Psycho-Pass. Фильм был показан в японских кинотеатрах и транслировался исключительно на Amazon Prime Video по всему миру. Опенингом фильма выступила песня под названием «Synthetic Sympathy» от Who-ya Extended, а эндингом — «Red Strand» от Cö Shu Nie. Показ фильма должен был состояться в Японии 27 марта и демонстрироваться в течение двух недель в японских кинотеатрах. Фильм «Psycho-Pass 3: First Inspector» планируется выпустить на DVD и Blu-Ray в Японии 15 июля 2020 года в рамках Toho Video.

## Выпуск
Фильм представлен в виде трех 45-минутных серий.